# Liste der Baudenkmäler in Neusäß
Auf dieser Seite sind die Baudenkmäler in der schwäbischen Stadt Neusäß zusammengestellt. Diese Tabelle ist eine Teilliste der Liste der Baudenkmäler in Bayern. Grundlage ist die Bayerische Denkmalliste, die auf Basis des Bayerischen Denkmalschutzgesetzes vom 1. Oktober 1973 erstmals erstellt wurde und seither durch das Bayerische Landesamt für Denkmalpflege geführt wird. Die folgenden Angaben ersetzen nicht die rechtsverbindliche Auskunft der Denkmalschutzbehörde.
 Die Liste gibt den Fortschreibungsstand vom 12. Oktober 2018 wieder und umfasst 27 Baudenkmäler.

## Baudenkmäler nach Gemeindeteilen

### Neusäß
| Lage                                                                                | Objekt                              | Beschreibung | Akten-Nr.     | Bild           |
| ----------------------------------------------------------------------------------- | ----------------------------------- | --- | ------------- | -------------- |
| Bürgermeister-Kaifer-Straße 6 (Standort)                                            | Katholische Pfarrkirche St. Ägidius | Durch rhythmische Wandpfeilerstruktur vertikal gegliederter Saalbau mit schlankem, in einer Nadelspitze endigendem Turm, die Portalachse durch Superposition von Heiligenfiguren hervorgehoben, von Thomas Wechs, 1951–53; mit Ausstattung; Pfarrhof, zweigeschossiger Satteldachbau, gleichzeitig; südlich an die Kirche anschließend. | D-7-72-184-29 | weitere Bilder |
| Franzensbader Straße 2; Franzensbader Straße 1; Nähe Georg-Odemer-Straße (Standort) | Torhaus                             | Malerischer, zweigeschossiger Gruppenbau mit Walm- bzw. Halbwalmdach und Uhrturm, um 1920; Umfassungsmauer, wohl gleichzeitig; an Torhaus anschließend; Wasserturm, Zeltdachbau über quadratischem Grundriss, auf der Windfahne bezeichnet mit „1921“; auf dem ehemaligen Fabrikgelände der Keim-Farben-GmbH.                           | D-7-72-184-26 | weitere Bilder |
| Nähe Remboldstraße (Standort)                                                       | Katholische Kapelle St. Ägidius     | Saalbau mit dreiseitigem Schluss und östlichem Turm mit Haube, im Kern 16. Jahrhundert, erneuert 1602, verlängert 1711; mit Ausstattung. | D-7-72-184-1  | weitere Bilder |

### Hainhofen
| Lage                                                         | Objekt                                     | Beschreibung | Akten-Nr.     | Bild                                       |
| ------------------------------------------------------------ | ------------------------------------------ | --- | ------------- | ------------------------------------------ |
| Am Kirchberg, am Hohlweg nördlich des Pfarrhauses (Standort) | Vier gemauerte Schwibbögen                 | 17./18. Jahrhundert. | D-7-72-184-4  | Vier gemauerte Schwibbögen                 |
| Am Kirchberg 10 (Standort)                                   | Pfarrhaus                                  | Zweigeschossiger Satteldachbau mit Giebelgesimsen an der Südseite, erste Hälfte 18. Jahrhundert, erneuert. | D-7-72-184-3  | weitere Bilder                             |
| Am Kirchberg 10 (Standort)                                   | Katholische Pfarrkirche St. Stephan        | Saalbau mit eingezogenem Chor und östlichem Satteldachturm, Chorturm Ende 14. Jahrhundert, um 1500 erhöht, um 1570 umgestaltet, Langhausneubau 1718/19 von Johann Holzapfel; mit Ausstattung. | D-7-72-184-2  | weitere Bilder                             |
| Hainhofer Straße 59 (Standort)                               | Ehemaliges Gasthaus und Brauerei           | stattlicher zweigeschossiger Satteldachbau in Ecklage, im Kern 1589/90 (dendro.dat.). | D-7-72-184-27 | Ehemaliges Gasthaus und Brauerei           |
| Ottmarshauser Straße 89; 89 a; 89 b (Standort)               | Schloss                                    | Ursprünglich Wasserschloss, rechtwinklige Anlage unter Anton Fugger errichtet, einzelne Mauerteile mittelalterlich, im Kern Ende 16. Jahrhundert, um 1730 erneuert, Umgestaltung letztes Viertel 18. Jahrhundert. Sogenanntes Hochschloss, viergeschossiger Walmdachbau mit östlichem Zwerchgiebel mit geschwungenem Abschluss und westlich vorgebautem Treppenhaus mit zweigeteiltem Schweifgiebel; sogenanntes Langschloss, langgestreckter, zweieinhalbgeschossiger Walmdachbau mit Zwerchgiebel über nördlicher Tordurchfahrt; Ummauerung. | D-7-72-184-6  | weitere Bilder                             |
| Schlipsheimer Straße 14 a (Standort)                         | Katholische Kapelle St. Antonius von Padua | Saalbau mit dreiseitigem Schluss und Dachreiter mit Zwiebelhaube, spätes 16. Jahrhundert, Dachreiter 19. Jahrhundert; mit Ausstattung; Reste der ehemaligen Friedhofsmauer, mit Stichbogenblenden, 16./17. Jahrhundert. | D-7-72-184-7  | Katholische Kapelle St. Antonius von Padua |

### Hammel
| Lage | Objekt  | Beschreibung | Akten-Nr.    | Bild           |
| --- | ------- | --- | ------------ | -------------- |
| Hammeler Straße 6; Nähe Schloßgasse; Hammeler Straße 6 a; Hammeler Straße 6 b; Nähe Gailenbacher Weg; Schloßgasse (Standort) | Schloss | Hauptgebäude, zwei dreigeschossige Flügel mit Sattel- bzw. Walmdach und südlichem Treppengiebel, Altbau im Kern 1550/63, erneuert und Nordflügel um 1687, Fassade von Jean Keller 1891 erneuert; mit Ausstattung; Umfassungsmauer, umlaufend mit vier Wehrtürmen mit nachgotischen Zierformen und Schießscharten, die zwei nördlichen Türme mit flachem Kegeldach, um 1560; sogenannter Malakowturm, mit Holzaufbau, im Kern um 1560, Aufbau 1856; zwei barocke Gartenportale, um 1687; westliche Einfahrt; dem Schlossbereich vorgelagerter dreiseitig umbauter Wirtschaftshof im Westen mit: Torturm, quadratischer Bau mit Zeltdach und Glockentürmchen, 1687; Jägerhaus, zweigeschossiger Satteldachbau, im Kern spätes 18. Jahrhundert; Scheune und Getreidespeicher, Satteldachbauten, zweite Hälfte 19. Jahrhundert; Baumallee, von Süden auf den Torturm zuführend. | D-7-72-184-8 | weitere Bilder |

### Ottmarshausen
| Lage                                             | Objekt                                                                         | Beschreibung | Akten-Nr.     | Bild            |
| ------------------------------------------------ | ------------------------------------------------------------------------------ | --- | ------------- | --------------- |
| Fabrikstraße 1; Wilhelm-März-Straße 3 (Standort) | Ehemalige Mühle                                                                | Zweigeschossiger Satteldachbau mit verschindelter Giebelfront, um 1890/1900; zugehörige Sägerei, erdgeschossiger, breit gelagerter Bau mit flachem Satteldach, von Dominikus Böhm, 1941. | D-7-72-184-28 | Ehemalige Mühle |
| Nähe Ottmarshauser Straße (Standort)             | Wegkapelle                                                                     | Rechteckbau mit halbrundem Schluss, zweite Hälfte 19. Jahrhundert. | D-7-72-184-9  | Wegkapelle      |
| St.-Vitus-Straße 4 (Standort)                    | Historische Ausstattung in der katholischen Pfarrkirche St. Vitus von 1965/67. | | D-7-72-184-10 | weitere Bilder  |

### Schlipsheim
| Lage                                | Objekt                             | Beschreibung | Akten-Nr.     | Bild           |
| ----------------------------------- | ---------------------------------- | --- | ------------- | -------------- |
| Schlipsheimer Straße 123 (Standort) | Kapelle St. Nikolaus von Tolentino | Saalbau über rechteckigem Grundriss mit Dachreiter mit Zwiebelhaube, Neubau wohl von Johann Stephan Gelb, 1793; mit Ausstattung. | D-7-72-184-11 | weitere Bilder |

### Steppach bei Augsburg
| Lage                                                 | Objekt                             | Beschreibung | Akten-Nr.     | Bild            |
| ---------------------------------------------------- | ---------------------------------- | --- | ------------- | --------------- |
| Alte Reichsstraße 10 (Standort)                      | Gasthof                            | Zweigeschossiger, hakenförmiger Bau mit Walmdach, polygonalen Eckerkern und Zwerchhaus mit Kranbalken, 1783, der Nordostteil im Kern wohl erste Viertel 17. Jahrhundert, 1958 und später modernisiert.                        | D-7-72-184-15 | weitere Bilder  |
| Alte Reichsstraße 30 (Standort)                      | Altes Pfarrhaus                    | Zweigeschossiger Satteldachbau mit Ziergiebel, 1753. | D-7-72-184-16 | Altes Pfarrhaus |
| Alte Reichsstraße 37; 39 (Standort)                  | Katholische Pfarrkirche St. Gallus | Saalbau mit eingezogenem Chor und Dachreiter mit Zwiebelhaube, Renaissance-Anlage, von Johann Alberthal, 1626; mit Ausstattung; Aussegnungshalle, eingeschossiger Walmdachbau mit mittigem Treppengiebel-Zwerchhaus, um 1925. | D-7-72-184-17 | weitere Bilder  |
| Nähe Bismarckstraße, südöstlich des Ortes (Standort) | Bismarckturm                       | Blockförmiger Turm über quadratischem Grundriss mit vier halbrunden Ausbuchtungen an den Ecken und hohem getrepptem Aufbau, von Wilhelm Kreis, 1901–05.                                                                       | D-7-72-184-19 | weitere Bilder  |

### Täfertingen
| Lage                                         | Objekt                                              | Beschreibung | Akten-Nr.     | Bild                                                |
| -------------------------------------------- | --------------------------------------------------- | --- | ------------- | --------------------------------------------------- |
| Portnerstraße 2 (Standort)                   | Katholische Pfarrkirche Mariä Himmelfahrt           | Saalbau mit eingezogenem Chor und nördlichem Turm mit Zwiebelhaube, im Kern spätgotische Anlage, 1710 Erhöhung der Kirche, 1720 Turmerhöhung, Turmobergeschosse 1751, barocke Veränderungen durch Johann Stephan Gelb 1791; mit Ausstattung. | D-7-72-184-13 | weitere Bilder                                      |
| Portnerstraße 4 (Standort)                   | Ehemaliges Pfarrhaus                                | Zweigeschossiger Walmdachbau mit übergiebeltem Mittelrisalit, Neurenaissance, um 1900. | D-7-72-184-30 | Ehemaliges Pfarrhaus                                |
| Täfertinger Straße 1; Doktorweg 1 (Standort) | Ehemaliges herrschaftliches Bräuhaus, jetzt Gasthof | Zweigeschossiger Satteldachbau mit zwei Reihen liegender Gauben und als Firstaufsätze gedrehten Säulen, 17./18. Jahrhundert; Wirtschaftsgebäude, Satteldachbau, 18. Jahrhundert.                                                             | D-7-72-184-12 | Ehemaliges herrschaftliches Bräuhaus, jetzt Gasthof |
| Täfertinger Straße 4 (Standort)              | Bauernhaus                                          | Zweigeschossiger Satteldachbau mit drei Giebelgesimsen, Ende 18. Jahrhundert. | D-7-72-184-14 | Bauernhaus                                          |

### Westheim bei Augsburg
| Lage                                                     | Objekt                                            | Beschreibung | Akten-Nr.     | Bild                        |
| -------------------------------------------------------- | ------------------------------------------------- | --- | ------------- | --------------------------- |
| Kobelstraße 36 (Standort)                                | Ehemaliges Benefiziatenhaus                       | Zweigeschossiger Satteldachbau, von Joseph Ott, 1747; Mauer mit zwei Kreuzwegnischen, 1877–84. | D-7-72-184-22 | Ehemaliges Benefiziatenhaus |
| Kobelstraße 38 (Standort)                                | Katholische Wallfahrtskirche St. Maria von Loreto | Saalbau mit eingezogenem Chor, nördlichem Kapellenanbau und östlichem Dachreiter mit Haubendach, Chor 1602 als Loretokapelle erbaut, Langhausneubau wohl von Johann Paulus 1728, Anbau der Schmerzhaften Kapelle 1758, Westfassade 1902, Dachreiter 1933; mit Ausstattung.                                                                                      | D-7-72-184-21 | weitere Bilder              |
| Nähe Kobelstraße, am Westhang des Kobelberges (Standort) | Kreuzwegstationen                                 | Vier Bildstöcke mit jeweils drei Stationen, Satteldachbauten mit dreiseitigem Schluss und umlaufendem, profiliertem Gesims, von Anton Kinseher, 1936/37. | D-7-72-184-23 | weitere Bilder              |
| Von-Rehlingen-Straße 27 c (Standort)                     | Bildstock                                         | Satteldachbau mit Rundbogennische über rechteckigem Sockel, 18./19. Jahrhundert. | D-7-72-184-20 | weitere Bilder              |
| Von-Rehlingen-Straße 42 (Standort)                       | Ehemaliges Neues Schloss, jetzt Notburgaheim      | Nordtrakt und nördlicher Teil des Westflügels einer ehemaligen Dreiflügelanlage, zweigeschossige Walmdachbauten, im Kern von 1777, 1927–29 erweitert und modern verändert; zugehörig ehemalige Schlosskapelle St. Cosmas und Damian, Rechteckbau mit Dachreiter, 1587, erweitert 1777; mit Ausstattung; zugehörig fünf Sandsteinfiguren, um 1730/40, im Garten. | D-7-72-184-25 | weitere Bilder              |

## Ehemalige Baudenkmäler
In diesem Abschnitt sind Objekte aufgeführt, die früher einmal in der Denkmalliste eingetragen waren, jetzt aber nicht mehr. Objekte, die in anderem Zusammenhang – also z. B. als Teil eines Baudenkmals – weiter eingetragen sind, sollen hier nicht aufgeführt werden. Aktennummern in diesem Abschnitt sind ehemalige, jetzt nicht mehr gültige Aktennummern.

| Lage                                                     | Objekt                           | Beschreibung | Akten-Nr.     | Bild                             |
| -------------------------------------------------------- | -------------------------------- | ------------ | ------------- | -------------------------------- |
| Westheim bei Augsburg Von-Rehlingen-Straße 24 (Standort) | Solnhofener Platte mit Sonnenuhr | 1837.        | D-7-72-184-24 | Solnhofener Platte mit Sonnenuhr |